# ウクライナ支援疲れ
ウクライナ支援疲れ（ウクライナしえんづかれ）とは、2022年ロシアのウクライナ侵攻にてウクライナに対する様々な支援（ロシアやベラルーシに対する制裁なども含む）により、ウクライナ侵攻以前の生活を送れなくなった市民と国家のウクライナ支援の見直しの動き。日本では主に報道機関などで「ウクライナ支援疲れ」という単語が取り上げられる。また、ウクライナ疲れとも言われる。

## ウクライナへの支援

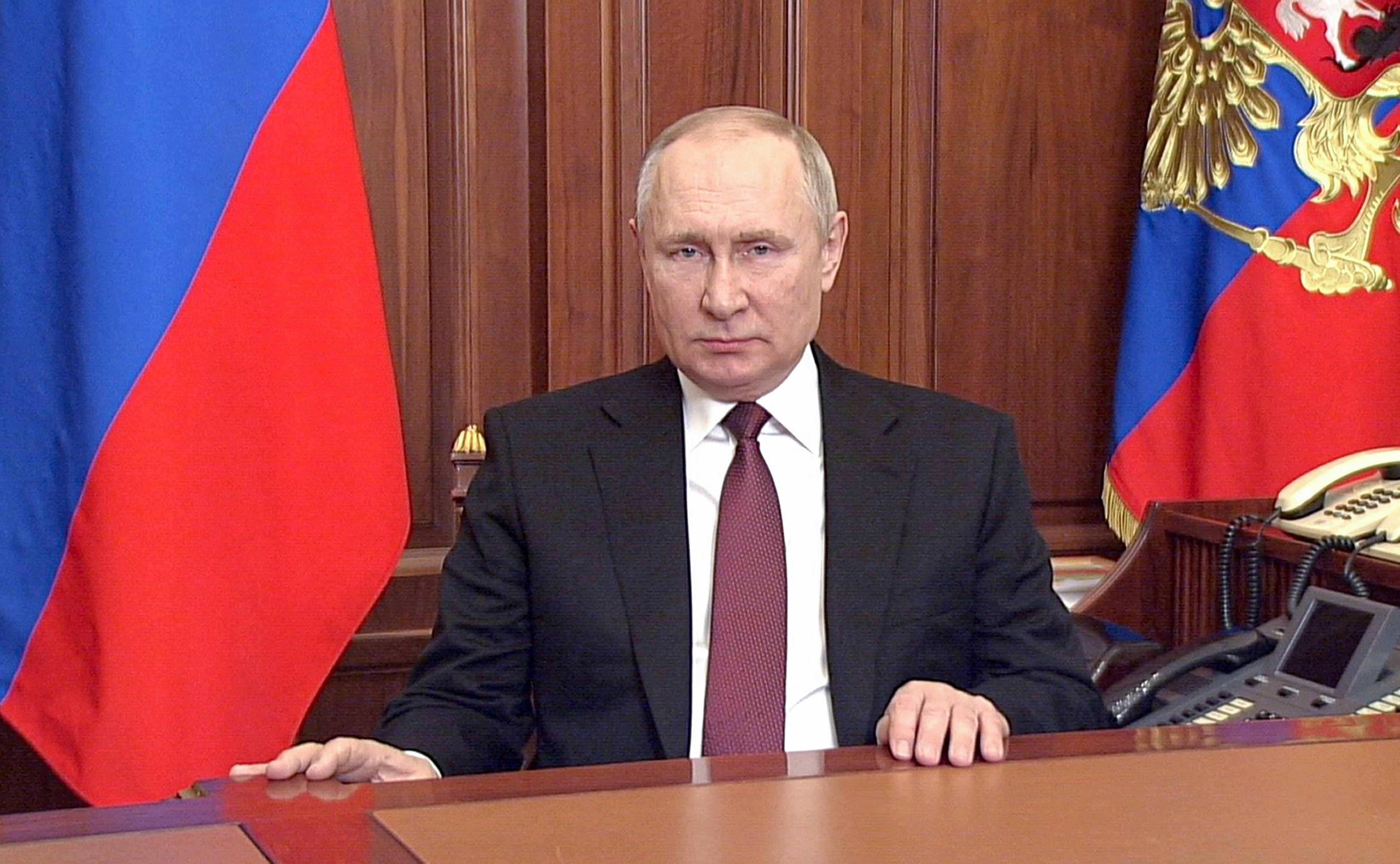
プーチン大統領は2022年2月24日に特別軍事作戦を開始、これに合わせてロシア連邦軍がウクライナ領への侵攻を開始した。

2022年2月24日、ロシアのウラジーミル・プーチン大統領が、ウクライナ、ドンバスでの特別軍事作戦（специальная военная операция）の実施を発表した。2月中には日本を含む西側諸国がウクライナに対する支援を続々と発表。同時に、ロシアはウクライナへの支援を決定した国を非友好的な国と地域のリストに追加した。

## 侵攻の長期化などによる国際社会の変化
侵攻当初、ウクライナを支援する国々のほとんどは「自由と民主主義を守る戦い」という側面からウクライナに強い共感を抱き、結束して支えてきたが、ロシアに対する経済制裁などにより石油や天然ガスなどが高騰し、状況の膠着化に伴い「支援疲れ」という単語が生まれることとなった。このような情勢の中のウォロディミル・ゼレンスキー大統領の遠慮（配慮）のない度重なるウクライナへの更なる支援要請は、この感情をより一層刺激することとなった（支援が滞ると非難すらしている）。そのため停戦を望む国が出始めており、アメリカ政府の人間は、ウクライナが停戦に前向きな姿勢を表明することでウクライナを支援している国々の懸念に応える趣旨の発言をしている。
2023年10月に2023年パレスチナ・イスラエル戦争に関連しゼレンスキー大統領はイスラエルに訪問を申し出るが断られ、結果として国際社会からの支持を失うこととなった。2023年6月のウクライナの反攻が失敗だった旨の評価がされ、当時のウクライナ軍総司令官のザルージヌイがそれを認める旨の発言をしたと2023年11月に報じられた。ゼレンスキー大統領は当初否定したものの、後日認めたという。
2023年の秋にスロベニアで「ウクライナへの軍事支援」に反対する「左派ポピュリズム政党が政権を奪還」し、同年11月に「オランダの第1党になった極右の自由党」が「移民・難民の受け入れに反対し『オランダ第一主義』を主張」。2024年2月にはアメリカの上院議会でウクライナ支援の緊急予算採決に対する妨害がされ、大統領再選を目指すドナルド・トランプの影響が指摘されている。
2024年6月にウクライナ主導で平和サミットが開催されたが、参加した92ヵ国のうちサミットの共同宣言に賛同したのは77ヵ国であった。サミットの共同宣言に賛同した国の数が、2022年と2023年の国連総会でロシア非難決議に賛同した国よりも減った理由について、篠田英朗は「戦争の長期化を忌避する心情、欧米諸国に対する不信、そして反欧米陣営の求心力、という三つ」を指摘した。

## 日本に対する反応
侵攻以降の2022年3月に米国議会で行われたリモート演説では、米国が攻撃を受けた第二次世界大戦の真珠湾攻撃や、2001年のアメリカ同時多発テロ事件を例に出し「空から攻撃され、罪のない市民が殺されたことを思い出してほしい 」と発言。日本では真珠湾攻撃を例に出して演説したことに困惑する声がネット上で多く投稿され、Twitterでは「真珠湾攻撃」がトレンド入りすることとなった。 また2022年4月、 ウクライナ政府公式ツイッターに、昭和天皇とナチス・ドイツの指導者であるアドルフ・ヒトラー、イタリアのベニート・ムッソリーニの顔写真を並べた動画が投稿された。その後、批判が相次いでツイートは削除されたが、磯﨑仁彦内閣官房副長官は記者会見で「ヒトラー、ムッソリーニと昭和天皇を同列に扱うことは全く不適切で、極めて遺憾だ。在京ウクライナ大使館とウクライナ大統領府に対し、不適切であり、直ちに削除するよう申し入れを行った。その結果、現在では動画の関連部分は削除されたと認識している」と述べ、後日、ウクライナ大使館公式ツイッターは「現在、投稿があったアカウントはウクライナ政府と関係がありません」としたうえで「制作者の歴史認識不足と思われます。ご不快に思われた日本の皆さまに深くおわび申し上げます」などと投稿した。